# 김주신
김주신(金柱臣, 1661년 11월 25일~1721년 9월 15일)은 조선 시대 후기의 문신이자 무관으로, 생원시 장원 급제자 출신의 경은부원군(慶恩府院君)이었다.
자(字)는 하경(廈卿), 호(號)는 수곡(壽谷)·세심재(洗心齋)이고, 본(本)은 경주(慶州)이며, 숙종 이돈의 마지막 국구(國舅)로, 둘째 사위인 숙종과는 동갑일뿐더러, 심지어 동갑내기 사위 숙종보다 생일 또한 한달 이후가 된다.

## 생애
현종 2년(1661년) 출생하였다. 박세당의 문인으로 소론가에서 출생하였다. 숙종 12년(1686)년 소과에서 장원하여 생원이 되었다. 장원서별검(1686~1688)과 귀후서별제(1668~1691)를 이어 사헌부의 감찰(1691~1694)과 호조의 정랑(1694~1696)을 역임하고, 외직인 순안현령(1696~1700)으로 나가 치적을 쌓았으며, 1700년에 관직을 잠시 은퇴했다. 슬하에 2남 3녀(5남매)를 두었는데, 그 중 둘째 딸이 1702년에 숙종의 계비가 되었다. 결국 이에 재기용되면서 돈녕부도정(1702~1706)을 거쳐 영돈녕부사(1706~1708)에 제수되고 경은부원군(慶恩府院君)에 봉군되었다. 더불어 상의원과 장악원의 제조(1708~1710)와 오위의 도총관, 호위대장(1710~1712)을 겸직하였고, 1712년에 관직을 마지막으로 은퇴했다. 왕실의 외척이었지만, 척족임을 내세우거나 권세를 탐하지 않았고, 일찍 여읜 아버지(생원 출신 김일진)의 묘소를 매일 찾을 정도로 효성이 깊었다고 한다. 숙종 46년(1720년)에 둘째 사위 숙종의 붕어(서거)를 목도했고, 그도 이듬해 경종 1년(1721년)에 병으로 인해 죽었다. 시호는 효간(孝簡)이다.

## 가계
- 고조부: 의정부좌의정(議政府左議政) 김명원(金命元)
  - 증조부: 첨지중추부사 증영의정 오성군(僉知中樞府事 贈領議政 鰲城君) 김수렴(金守廉)
    - 조부: 예조판서 경천군 증좌찬성(禮曹判書 慶川君 贈左贊成) 김남중(金南重)
      - 아버지 : 생원 증 영의정(生員 贈領議政) 김일진(金一振)
      - 어머니 : 정경부인 풍양 조씨(豊壤 趙氏)
        - 아내 : 가림부부인(嘉林府夫人) 조씨(趙氏)
          - 아들 : 호조참의 증좌찬성(戶曹參議 贈左贊成) 김후연(金後衍)
          - 아들 : 사복시정(司僕寺正) 김구연(金九衍) <증이조참판(贈吏曹參判) 김개신(金介臣)의 양자로 출계>
          - 딸 : 인원왕후(仁元王后)
            - 손자: 형조판서(刑曹判書) 김효대(金孝大)
            - 손자: 인천부사(仁川府使) 김형대(金亨大)

## 미디어에서
- 김진호 - 동이

## 같이 보기
- 김주신 선생 묘 - 고양시 향토유적 제18호

## 참고 문헌
- 조선왕조실록(朝鮮王朝實錄), 승정원일기(承政院日記), 경주김씨세보(慶州金氏世譜), 겸재집(謙齋集), 서당집(西堂集)